# Billet funéraire

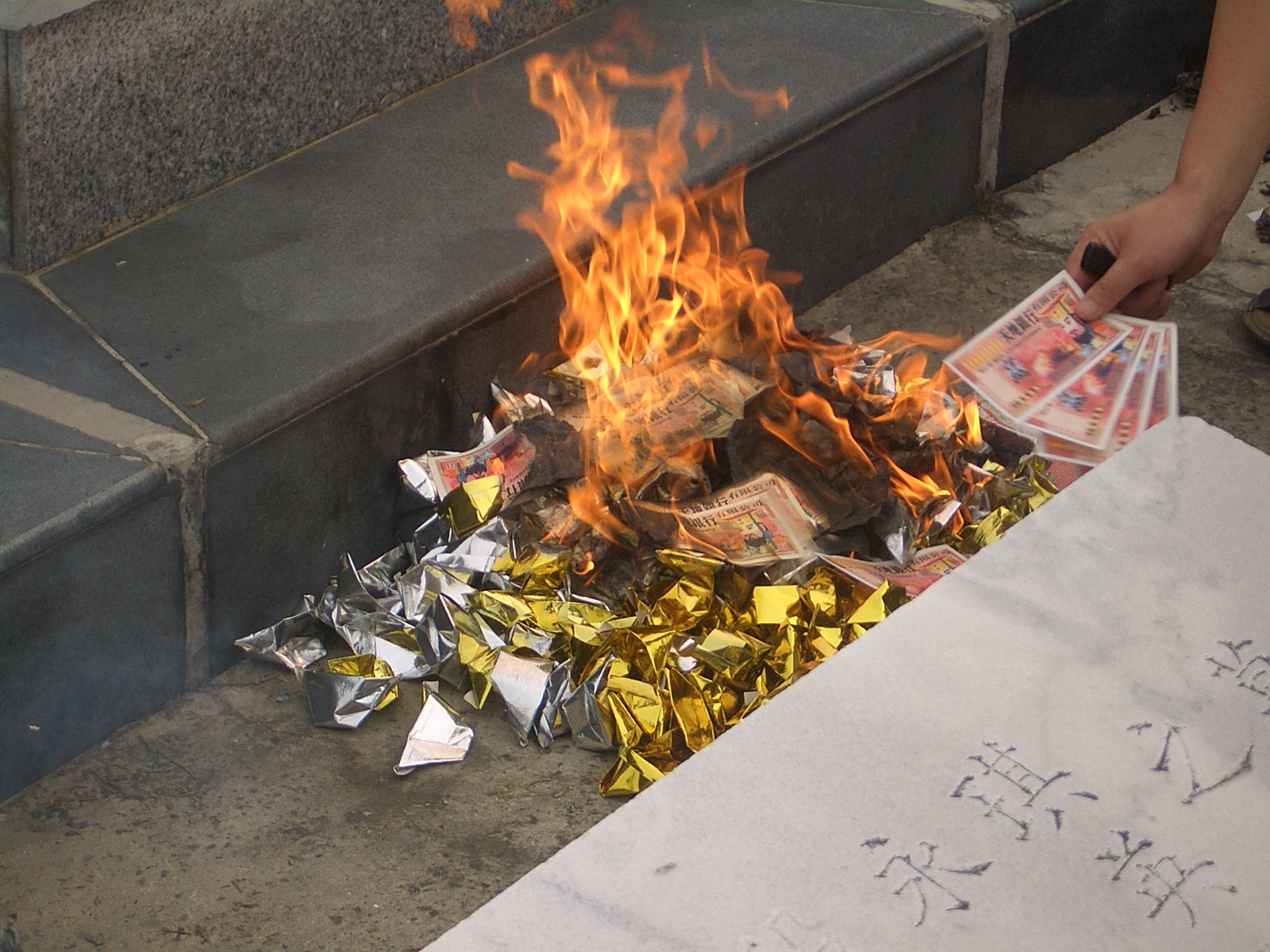
Billets funéraires et papier joss pliés en forme de yuanbao brûlés près d'une tombe durant la Fête des Fantômes.

Les billets funéraires (ou billets de banque funéraires) sont des imitations de billets de banque, aux montants souvent mirobolants (on trouve des billets de 10 milliards de dollars à Singapour). Ils n'ont pas cours légal et ils sont brûlés lors de rites funéraires de nombreux pays d'Asie de l'Est et du Sud-Est afin de fournir aux défunts de l'argent pour l'au-delà.

## Dénominations
Les billets funéraires sont désignés sous différents noms en mandarin :
- 冥幣, míngbì
- 陰司紙, yīnsīzhǐ
- 紙錢, zhǐqián
- 金紙, jīnzhǐ
- 冥鈔, míngzhǐ

### Le monde souterrain dans la culture chinoise

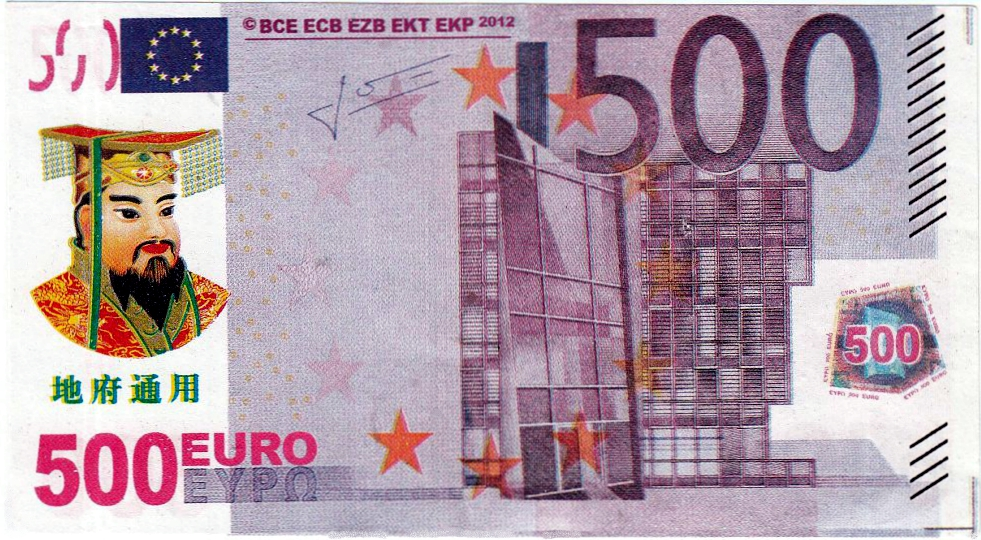
Billet funéraire en forme d'euros. La mention « cour souterraine (地府) » est imprimée sous le portrait de l'Empereur de jade.

L'au-delà chinois est désigné par le nom diyu (地狱 / 地獄, dìyù, « prison souterraine » aussi appelé 地府, dìfǔ, « cour souterraine »). On retrouve ce terme imprimé sur certains billets.
Le mot « Enfer » pourrait avoir deux origines : 
1. Une anecdote populaire raconte que le terme « enfer » (hell en anglais) a été introduit en Chine lors de l'évangélisation par les missionnaires chrétiens[réf. nécessaire] qui prêchaient aux Chinois que les non-chrétiens et leurs ancêtres vont en enfer après leur mort, lorsqu'ils meurent en tant que non-croyants.
2. Une traduction du mot « Enfer » qui correspond aux concepts préexistants chinois d'une cour souterraine, qui était considérée dans la cosmologie taoïste comme l'une des destinations dans le voyage de réincarnation de toutes les âmes des morts, quelle que soit leur vertu au cours de leur vie.

Le terme « enfer » a alors été interprété comme étant le terme désignant l'au-delà. Certains billets funéraires remplacent le terme « enfer » par « paradis » (paradise ou heaven en anglais).

## Histoire
La fabrication et la combustion de billets funéraires est présente en Chine et en Asie de l'Est depuis la fin du XIXe siècle. Les billets imprimés au début du XXe siècle rappellent les monnaies utilisées par les commerces en Chine jusqu'au milieu des années 1940.
Les premiers billets imprimés correspondaient à des coupures de 5 yuans, 10 yuans et plus[réf. nécessaire]. Ces montants étaient considérés comme convenables jusqu'à ce que l'inflation touche la Chine à partir de 1944[réf. nécessaire]. Les sommes indiquées sur les billets factices ont suivi l'augmentation de la valeur faciale des billets réels. Après 1945, la majorité des billets correspondaient à des coupures de 10 000 dollars jusqu'à 5 000 000 000 dollars.[réf. nécessaire]. Les billets funéraires représentaient des paysages, des temples ou des trains ; il existait une grande diversité.

## Description

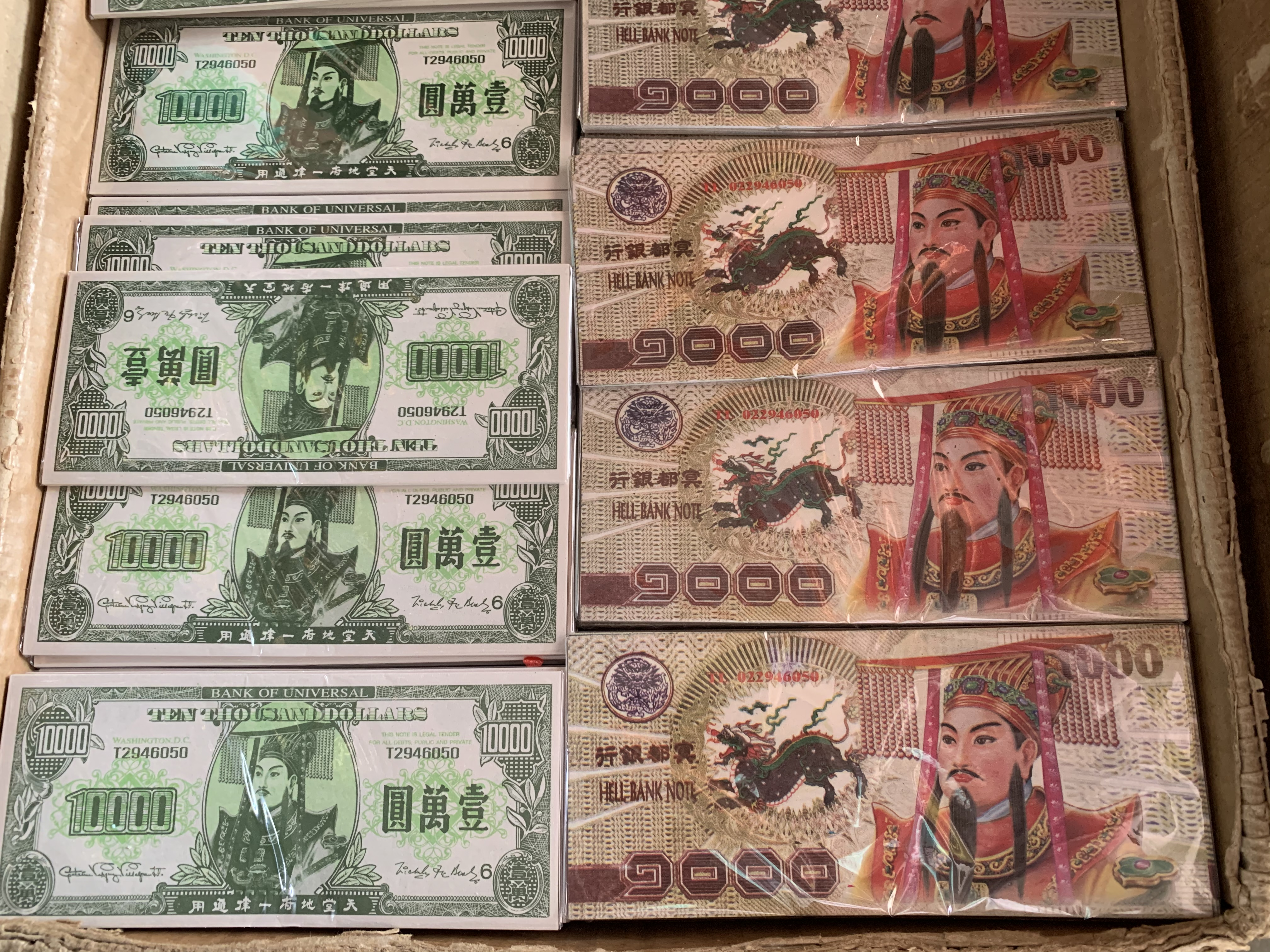
Billets funéraires en Thaïlande : ils imitent le dollar américain et le baht thaïlandais.

On retrouve dans les magasins spécialisés dans la vente d'objets rituels des billets modernes qui peuvent atteindre plusieurs millions de dollars.
Parmi les billets courants, il y en a un qui imite le style des vieux billets de dollars américain. Son montant est de 10 000 dollars. Ces billets sont vendus en liasses de 50 à 150 enveloppés dans du cellophane. On peut se les procurer pour quelques yuans.
L'avers des billets est souvent à l'effigie de l'Empereur de Jade, le monarque régnant sur le paradis dans le taoïsme. La contre-signature de Yanluo (閻羅, Yánluó), roi des Enfers, y figure. La banque des enfers ou son sceau sont représentés sur le revers de ces billets. Les signatures de l'Empereur de Jade et du seigneur du monde souterrain y figurent également, les deux, servant de gouverneur et gouverneur-adjoint de la Banque des Enfers respectivement[réf. nécessaire]. Ils représentent également d'autres figures de la mythologie chinoise telles que les huit immortels, Bouddha, Yama ou des dragons.

## Rites et croyances

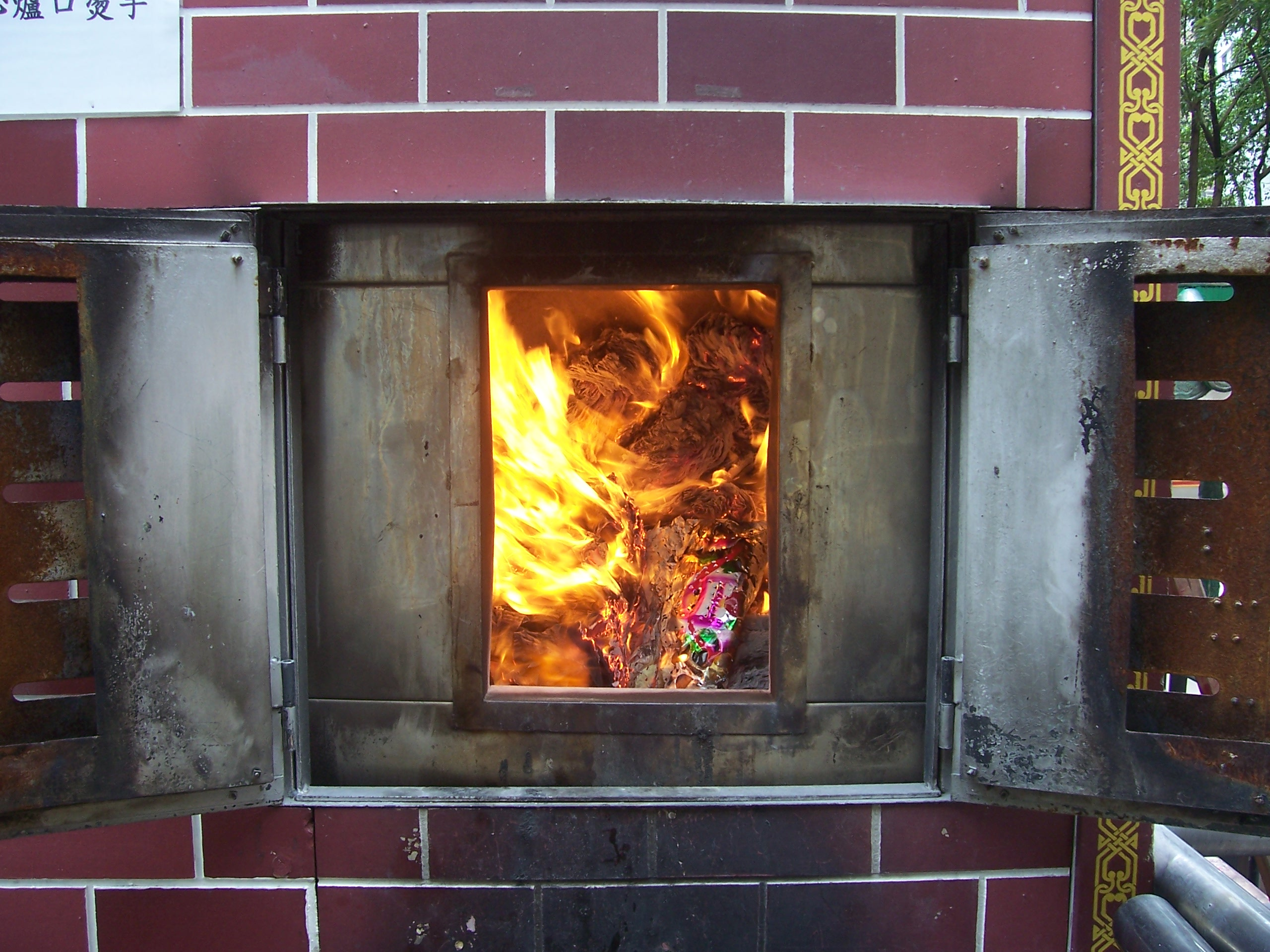
Temple Man Mo, les billets funéraires sont brulés dans un four.

Dans les croyances traditionnelles chinoises, le diyu est le lieu où les âmes des défunts sont jugées une première fois par le roi Yanluo. Après ce jugement, elles sont soit amenées jusqu'au paradis, soit envoyées dans un labyrinthe de niveaux souterrains et de chambres pour expier leurs péchés.
Autant que l'or et l'argent traditionnels, les billets de la banque des Enfers sont la monnaie officielle de l'au-delà. Les esprits ont besoin d'argent, même dans la cour terrestre. Les proches vivants en offrent aux ancêtres défunts en brûlant (ou en plaçant dans les cercueils au cours des funérailles) les billets pour soudoyer Yanluo afin d'écourter leur séjour, échapper à un châtiment, ou pour que les ancêtres puissent acquérir des objets luxueux dans l'au-delà. Dans certains rites, les billets sont pliés d'une manière particulière avant d'être jetés dans le jeu, car brûler de l'argent réel apporterait la mauvaise fortune[réf. nécessaire].
Bien que brûler des billets factices reste légal en Chine, le Ministère des Affaires Civiles a banni la pratique de brûler des offrandes représentant des objets du quotidien en 2006. Selon lui, le ministère s'est efforcé d'éradiquer des comportements superstitieux et « féodaux » en interdisant les offrandes en papier représentant des villas de luxe, des chaises à porteur, des concubines,. En 2019, le gouvernement a interdit cette pratique.